# 立島夕子
立島夕子（1974年—）是日本畫家、人偶製作師與表演藝術家。其作品中的角色多為女性，其中又以自畫像居多。由於患有躁鬱症與思覺失調，加上20歲時母親過世與早年遭性侵的經驗，使其作品帶有強烈的恐懼、暴力與詭譎氛圍。於1990年創作的《我不能再當新娘了》（あたしはもう お嫁にはいけません）是她的代表作。

## 簡歷
- 1998年 畢業於女子美術大學
- 1999年 舉辦繪畫個展「美怪猫生前葬」
- 2000年 舉辦繪畫個展「爆心地のマリア」
- 2001年 舉辦繪畫個展「丸蟲女」
- 2002年 舉辦繪畫個展「ミルラ」
- 2002年 參與電影《魂のアソコ》（原作：山田花子、監督：ジーコ内山），演出「ルリコ役」一角
- 2007年 舉辦繪畫個展「8秒の原罪」
- 2009年 參與電影 《Ｓ−９４》
- 2013年 舉辦繪畫個展「毒の飴」

## 外部連結
- 立島夕子の地下要塞 （页面存档备份，存于） - 公式サイト
- 立島夕子的X（前Twitter）